# Административное деление Узбекской ССР на 1 января 1926 года

## Узбекская ССР. 1 января 1926 года
Делилась на области, уезды и волости
- общее число уездов — 33, в том числе 2 района
- общее число участков — 275
- центр ССР — город Самарканд
- Таджикская АССР (центр — г. Дюшамбе. 7 уездов)
- список областей:

1. 1. Кенимекский уезд
2. Зеравшанская (центр — г. Старая Бухара, 4 уезда)
3. Кашка-Дарьинская (центр — г. Карши, 3 уезда)
4. Самаркандская (4 уезда)
5. Сурхан-Дарьинская (центр — Ширабад, 3 уезда)
6. Ташкентская (2 уезда)
7. Ферганская (центр — г. Коканд, 4 уезда + 1 район)
8. Хорезмская (центр — г. Хива, 4 уезда)